# Les Arts (Vilanoveta)
Les Arts és el nom d'un paratge del terme municipal de Conca de Dalt, al Pallars Jussà, a l'antic terme d'Hortoneda de la Conca, en territori del poble del Mas de Vilanova.
Està situat a l'esquerra del riu de Carreu, al sud-est del Forat des Arts i al nord-oest de la Pala des Arts.